# Xã Harrison, Quận Howard, Indiana
Xã Harrison (tiếng Anh: Harrison Township) là một xã thuộc quận Howard, tiểu bang Indiana, Hoa Kỳ. Năm 2010, dân số của xã này là 9.489 người.